# Friends of the Earth
Friends of the Earth International (kurz FoEI, deutsch Freunde der Erde) ist ein internationaler Zusammenschluss von Umweltschutzorganisationen. 2011 hatte die Organisation über zwei Millionen Mitglieder und Unterstützer in 76 Ländern. Je Land kann jeweils nur eine Organisation im Verband Mitglied sein. Aus Deutschland ist dies der Bund für Umwelt und Naturschutz Deutschland (BUND), aus Österreich Global 2000 und aus der Schweiz Pro Natura.
Gegründet wurde FoE 1971 von vier Organisationen aus Frankreich, Schweden, den USA und England. Sitz des Sekretariats ist Amsterdam (Niederlande). Geleitet wird FoE von einem „Executive Committee“. Dieser geschäftsführende Vorstand wird alle zwei Jahre von der Generalversammlung gewählt.
Gemeinsame Basis aller Mitgliedsorganisationen ist die Unabhängigkeit von politischen Parteien und von wirtschaftlichen Interessen, die Umweltschutzarbeit sowohl auf lokaler als auch auf nationaler Ebene sowie eine demokratische Struktur.

## Aktivitäten und Kampagnen
Die Vereinigung prüft Umweltthemen in ihrem sozialen und politischen Umfeld sowie ihre Auswirkungen auf Menschenrechte. Ihre Kampagnen gehen über das traditionelle Feld des Umweltschutzes hinaus und beinhalten Nachhaltigkeit in der Wirtschaft und der Wirtschaftsförderung.
Derzeit existieren folgende vorrangige internationale Kampagnen:
- Ökonomische Nachhaltigkeit und Widerstand gegen Neoliberalismus
- Wald und Biodiversität
- Ernährungssouveränität
- Klimagerechtigkeit und Energie

Diese priorisierten Kampagnen werden auf einer zweimal im Jahr stattfindenden Versammlung der Friends of the Earth International beschlossen.
Zusätzlich existieren folgende internationale Kampagnen:
- Desertifikation
- Antarktika
- Wasser
- Ozeane
- Bergbau
- Kernenergie (siehe: Anti-Atomkraft-Bewegung)[8]
- Fleischkonsum und Intensivtierhaltung (siehe: Fleischatlas)

## FoE Europe
Die europaweite Koordination der Mitgliedsorganisationen übernimmt Friends of the Earth Europe. FoE Europe führt europaweite Kampagnen durch und betreibt Lobbyarbeit in Brüssel. Im Juli 2007 gründete sich der Jugendverband Young Friends of the Earth Europe.
Nach einem Bericht von Siim Kallas, Vizepräsident der Europäischen Kommission und von 2004 bis 2010 Kommissar für Verwaltung, Audit und Betrugsbekämpfung, hat FoE Europe 2006 europäische Fördergelder in Höhe von insgesamt 635.000 Euro erhalten – mehr als die Hälfte der Gesamteinnahmen. Anja Leetz, eine Sprecherin der FoE Europe, sagte laut einem Bericht der Zeitung Die Welt, die Unabhängigkeit der Organisation sei dadurch jedoch nicht beeinträchtigt.
Im Jahr 2022 beauftragten Beamte der Europäischen Kommission die Organisation zum Kampf gegen das Freihandelsabkommen Mercosur, obwohl dieses Abkommen gleichzeitig von der Europäischen Kommission vorbereitet wurde.
Zusammen mit Corporate Europe Observatory und Lobbycontrol betreibt FoE Europe das Portal LobbyFacts. Dort werden die Daten des EU-Transparenzregisters über Lobbyaktivitäten von Unternehmen, Verbänden, Agenturen und Nichtregierungsorganisationen verständlich bereitgestellt.

## Mitgliedsorganisationen

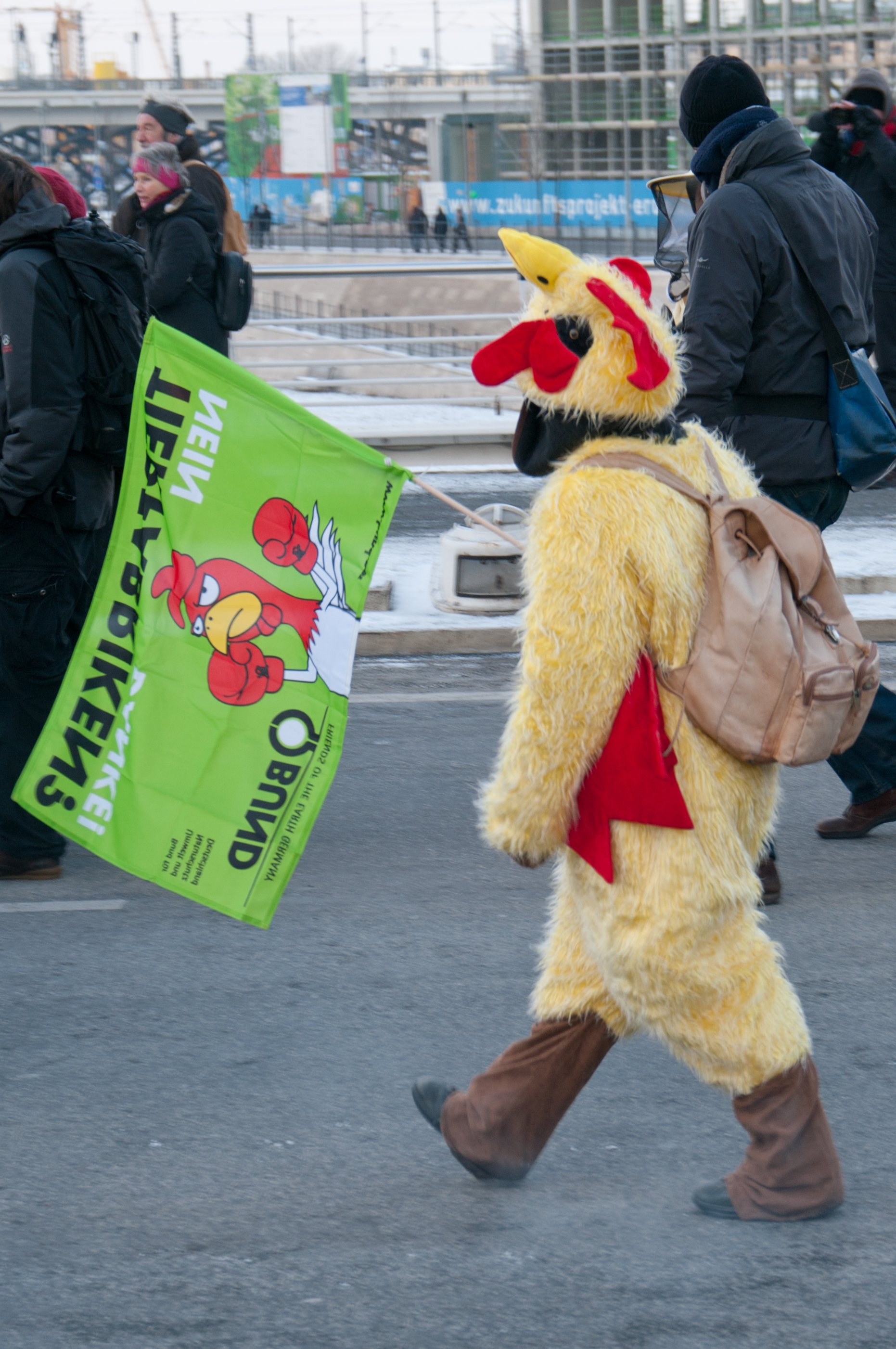

### Afrika
- Centre pour l’Environnement et le Development (CED) (Friends of the Earth – Kamerun)
- Friends of the Earth – Ghana
- Friends of the Earth – Liberia / Sustainable Development Institute (SDI)
- Friends of the Earth – Mali / Guamina
- Friends of the Earth – Mosambik – Justica Ambiental (JA!)
- Environmental Rights Action (FOE Nigeria)
- Friends of the Earth – Südafrika / groundWork
- Friends of the Earth – Tansania / Lawyers' Environmental Action Team (LEAT)
- Les Amis de la Terre – Togo
- NAPE – Uganda

### Asien bzw. naher Osten
- Indonesian Forum for Environment, Indonesien
- Korean Federation of Environmental Movements
- Friends of the Earth – Jordanien, Palästina und Israel
- Legal Rights and Natural Resources Center, Philippinen
- Friends of the Earth – Japan

### Europa
- Friends of the Earth – Europa (Brüssel, Belgien)
  - Young Friends of the Earth – Europa (Brüssel, Belgien)
- Bund für Umwelt und Naturschutz Deutschland, Deutschland
- Friends of the Earth – England, Wales und Nordirland (EWNI)
- Friends of the Earth – Finnland
- Friends of the Earth – Frankreich
- Green Action, Kroatien
- Friends of the Earth – Malta
- Milieudefensie, Niederlande
- Norges Naturvernforbund, Norwegen
- GLOBAL 2000, Österreich
- Friends of the Earth – Schottland
- Pro Natura, Schweiz
- Priatelia Zeme Slovensko / Friends of the Earth – Slowakei
- Friends of the Earth – Spanien
  - Friends of the Earth – Ibiza
- Hnutí DUHA, Tschechien
- Magyar Természetvédok Szövetsége / Friends of the Earth – Ungarn

### Nordamerika
- Friends of the Earth – Kanada
- Friends of the Earth – USA
- Otros Mundos Chiapas – Mexiko

### Südamerika
- Amigos da Terra – Brasilien
- Amigu di Tera – Curaçao
- Sobrevivencia / Amigos de la Tierra – Paraguay

### Ozeanien
- Friends of the Earth Australia

## Trivia
2015 schlossen sich diverse Musiker und Musikerinnen zusammen und nahmen als „Friends of the Earth“ die Single Love Song to the Earth auf, ein Lied, das die führenden Politiker der Welt auffordern sollte, die Auswirkungen des Klimawandels zu begrenzen. Der Titel sollte vor allem Ban Ki-moon auf der UN-Klimakonferenz in Paris unterstützen. Es nahmen Kelsea Ballerini, Natasha Bedingfield, Jon Bon Jovi, Colbie Caillat, Sheryl Crow, Fergie, Christina Grimmie, Victoria Justice, Angélique Kidjo, Q’orianka Kilcher, Krewella, Leona Lewis, Paul McCartney, Sean Paul, Johnny Rzeznik und Nicole Scherzinger teil. Die Produktion stammte von Toby Gad und John Shanks.